# Maudétour-en-Vexin
Maudétour-en-Vexin egy község Franciaországban. Lakosainak száma 203 fő (2022. január 1.).

## Földrajza
Maudétour-en-Vexin Charmont, Aincourt, Arthies, Banthelu, Genainville és Villers-en-Arthies községekkel határos.